# Frieda Roß
Frieda Roß geborene Hinsch (* 27. Juli 1899 in Hamburg; † 8. Juli 1975) war eine deutsche Politikerin der SPD und Mitglied der Hamburgischen Bürgerschaft.

## Leben
Frieda Roß war die Tochter einer Wäscherin und eines Ewerführers. Schon in der Jugend trat sie der SPD bei. Sie besuchte die Volksschule und nach dem Abschluss an der Höheren Handelsschule war sie Korrespondentin und Buchhalterin. Sie war zwischenzeitlich als Kaufmännische Angestellte bei der Zeitung Hamburger Echo und der Wohlfahrtspflege tätig.
Sie heiratete 1923 den damaligen Präsidenten der Hamburger Bürgerschaft und späteren sozialdemokratischen Ersten Bürgermeister der Stadt Hamburg Rudolf Roß.
Frieda Roß wurde auf dem Hamburger Friedhof Bergstedt beigesetzt neben ihrem 1951 verstorbenen Ehemann.

## Politik
Roß wurde vom britischen Stadtkommandanten für Hamburg, dem General Armitage in die „Ernannte Bürgerschaft“ berufen. Sie sollte dort die Interessen der Hausfrauen vertreten. Sie gehörte von Anfang an der SPD-Fraktion an. 
In der ersten Wahlperiode von 1946 bis 1949 saß sie wieder für die SPD in der ersten frei gewählten Hamburgischen Bürgerschaft der Nachkriegszeit. In der zweiten Wahlperiode der Bürgerschaft rückte sie nach dem Tod von Heinrich Eisenbarth am 9. August 1950 nach und saß bis 1970 durchgängig im Parlament.

## Weiter Ämter
Roß war eine überzeugte Frauenrechtlerin und spielte in der Nachkriegszeit eine aktive Rolle in der Frauenbewegung der Stadt Hamburg. Sie war unter anderem mit Magda Hoppstock-Huth Mitbegründerin des Hamburger Frauenrings. Sie war zudem Vorsitzende des „Vereins Hamburger Hausfrauen“. Ihr Hauptziel in der Emanzipationsbewegung war dem Hausfrauenberuf gesellschaftliche Anerkennung zu verleihen.